# Комиссар Рекс (персонаж)
Реджинальд фон Равенхорст (Рекс) — главный герой сериала «Комиссар Рекс», полицейский пёс породы немецкая овчарка, отличающийся необычным для собаки интеллектом. Роль Рекса в сериале сыграли шесть разных собак, по сюжету персонаж сменил восемь хозяев. Единственный из всей команды главных героев, получивший медаль лучшего работника.

## Биография

### Детство
О детстве Рекса рассказывает специальный двухсерийный выпуск «Малыш Рекс — четвероногий детектив». Согласно этому фильму, Рекс является сыном знаменитой овчарки по имени Атос. Его хозяева, заводчики по фамилии Антониус, получают множество предложений продать щенка, но они предпочитают оставить его у себя. Преступники крадут щенка, и он оказывается у мальчика Бенни, который недавно потерял отца. Хозяева находят Рекса, но соглашаются оставить щенка у Бенни. Позднее Рекс узнаёт преступника, который подготовил его похищение, и вместе с Бенни помогает полиции арестовать его.
Собака по имени Ретт Батлер, ставшая вторым «Рексом» в сериале, будучи щенком, принимала участие в съемках фильма о маленьком Рексе.

### Рекс и Мозер
На момент начала сериала Рекс работает в полиции вместе со своим хозяином, патрульным Михаэлем. Они выезжают на очередное место преступления в центр города. Завязывается перестрелка между Михаэлем и преступником. Хозяин Рекса, раненый в сердце, умирает прямо на месте происшествия. Следующие дни Рекс проводит в глубокой депрессии. Он отказывается есть и пить. Собакой заинтересовывается комиссар криминальной полиции Рихард Мозер, который расследует дело, где фигурирует преступник, от чьей руки погиб Михаэль. Рекс убегает из питомника. Мозер знает, где найти его: он застаёт Рекса на кладбище и пытается утешить пса. Они становятся друзьями. В то же время от Мозера уходит жена, забрав с собой всю мебель. Рекс помогает Рихарду перенести тяжёлые времена, а тот занимает место умершего хозяина. Собака начинает жить на Марокканергассе 18. Рихарду надо платить за квартиру, но денег у него мало, и он ищет новое жильё. Рекс находит дом недалеко от Вены по адресу Пуркерсдорф, Вальдштрассе 8. Хозяин дома сначала возражает против собаки, но когда Рекс спасает дом от опасности возгорания, соглашается сдать дом Мозеру.
Появление нового члена команды совсем не побеспокоило и даже порадовало коллегу Мозера — Петера Хеллерера, но вызвало протесты со стороны Эрнста Штокингера — он панически боится собак.
В 1996 году Штокингер просит о переводе в Зальцбург. Первое дело без Штокингера оказывается сложным и запутанным. Рекс спасает Кристиана Бёка, который становится инспектором криминальной полиции и новым коллегой Рихарда и Петера (серия «Смертельные гонки»).
Спустя два года, в 1998 году, команда расследует дело о серийных убийствах женщин. В ходе расследования Рихард знакомится с психологом Патрисией Нойнхольд, в которую вскоре влюбляется. Убийца выбирает её следующей жертвой и похищает. Рихард самостоятельно надеялся остановить маньяка, но допустил серьёзную ошибку, и в итоге погиб от пули, пущенной ему в сердце убийцей (серия «Смерть Мозера»).
Актёр Тобиас Моретти, игравший роль Мозера, тяжело переносил съёмки, так как страдал аллергией на собачью шерсть. Это стало одной из причин, побудивших его оставить сериал.

### Рекс и Брандтнер
Рекс снова впадает в депрессию. Бёк и Хеллерер пытаются отвлечь его от мрачных мыслей. В это же время в команду попадает новый комиссар — Александр Брандтнер, которого играет актёр Гедеон Буркхард. До перехода в отдел убийств Алекс работал в отряде быстрого реагирования со своей собакой Арко, пока на одном из заданий Арко не погиб при взрыве. После этого Алекс перевёлся в отдел убийств, больше не желая работать с собаками. Рекс, в свою очередь, не желает выходить на работу, есть и спать. И однажды, когда Бёк в очередной раз приехал дежурить с Рексом, Алекс захотел узнать пса поближе. Так и начинается дружба между Алексом и Рексом. Он остаётся жить в съёмном доме Мозера, поскольку Рекс отказывается его покидать.
Проходит время, и из команды уходит Хеллерер. Он получил в наследство ресторан, и по желанию матери ему надо управлять им. На смену Хеллереру приходит новый человек из отдела хищений — Фриц Кунц.
Стоит заметить, что по отношению к Алексу Рекс не испытывал такой ревности, как к Мозеру: он не только не мешал ему знакомиться с девушками, но и иногда сам помогал ему готовиться к свиданиям.
В 7-м сезоне Брандтнер и Бёк исчезают. Как объяснили создатели сериала: «Буркхард и Вайксельбраун не пожелали продолжать контракты». Хотя Буркхард утверждал в своём интервью обратное: «Хайек и Мозер не посчитали нужным продлевать со мной контракт».

### Рекс и Хоффман
Спустя время в команду приходят новые люди. На должность комиссара — Марк Хоффман (актёр Александр Пшилль). На должность инспектора — первая в команде женщина Ники Херцог (Эльке Винкенс). Марк во многом относился к Рексу как к игрушке и любил его баловать. При этом, несмотря на аналитический склад ума, он не всегда правильно понимал намёки пса.
Александр Пшилль удачно поладил с собакой, игравшей роль Рекса; пришлось даже следить за тем, чтобы он не перекармливал животное.

### Рекс и Фаббри
Наступает 2008 год. Рекс давно отправлен в отставку, но постоянно сбегает из питомника в комиссариат, где за ним присматривает Кунц, ставший майором. Итальянский комиссар Лоренцо Фаббри (Каспар Каппарони), приехавший в Вену по делу, привязывается к Рексу и забирает его с собой в Рим. Рекс быстро привыкает к новому хозяину, однако поначалу отказывается есть, ведь в Риме нет так любимых Рексом булочек с колбасой, но вскоре он всё-таки привыкает к римским колбасам, а затем у него появляется новое любимое блюдо в виде итальянского котлетного бифштекса поркетты.
Постоянным любовным интересом Фаббри была судмедэксперт Катя Мартелли (Пилар Абелла), но Рекс выступал против этого, хотя сама Катя хорошо к нему относилась. Однако в итоге её попытки соблазнить Лоренцо увенчались успехом, чем Рекс был весьма расстроен.
Рекс и Фаббри распутали немало запутанных дел, но в начале 14 сезона Фаббри погибает, взорвавшись в машине на глазах у Рекса.

### Рекс и Ривера
Уже в следующей серии на место комиссара назначается эксцентричный Давиде Ривера (Этторе Басси). Рекс в это время снова впадает в депрессию и начинает от всех бегать. Однако Давиде первое время не хочет его брать, поскольку его дед-собаковод говорил ему «У хозяина может быть много собак, но у собаки — только один хозяин». Однако позже он всё же решается подружиться с Рексом, и вскоре ему это удаётся. Из них складывается отличная команда, раскрывшая десятки дел.

### Рекс и Терцани
В 16-м сезоне Ривера исчезает из действия, подобно Брандтнеру, и Рекс живёт с его напарником Альберто Монтероссо. Однако во время очередного дела он был ранен, и от смерти его спас комиссар Марко Терцани, назначенный на место Риверы. Он сразу проникается симпатией к Рексу и забирает его себе. Он оставался хозяином Рекса вплоть до финала.

### Рекс и Миттерер
В конце 15-го сезона создатели планировали перенести действие из Рима в Мерано, и в специальном эпизоде «Ледниковый период» новым хозяином Рекса стал комиссар меранской полиции Андреас Миттерер. Он сравнительно недавно овдовел и до сих пор в депрессии. Однако ему довольно быстро удалось поладить с Рексом, и их совместное дело было закрыто успешно. Отсутствие Марко объяснили тем, что он работал с Интерполом, и это позволило вернуть его в действие в следующем сезоне.

## Актёры
Роль Рекса играли шесть собак:
- Санто фон Хаус Цигельмайер (1994—1997), неофициальная кличка — Биджей[1];
- Сокко фон Хаус Цигельмайер (1994—1997);
- Ретт Батлер (1997—2004);
- Генри (2007—2010);
- Ник (2010—2012);
- Аки (2013—2015);

Санто и Сокко были воспитаны известной дрессировщицей из США Терезой Энн Миллер, которая профессионально готовит животных для съемок. Собакам пришлось выполнять сложные трюки: так, в заставке сериала Рекс прыгает в окно, разбивая стекло. Номер был выполнен после длительной подготовки: в раму была вставлена слюда, которая, разбиваясь, не причиняла вреда псу.

## Влияние
Российская газета «Коммерсант» в одном из своих рейтингов назвала Комиссара Рекса одной из самых известных собак в мире. Имя «комиссар Рекс» стало нарицательным для обозначения служебной собаки, прежде всего немецкой овчарки.
Кинологи отмечают, что образ Рекса в фильме является художественным вымыслом: служебные собаки не могут самостоятельно принимать решения, делать логические выводы — они просто выполняют приказы хозяев. В сериале Рекс выполняет самые разные задачи, в то время, как реальные служебные собаки, как правило, бывают натренированы на что-то одно.